# Puck Building
Le Puck Building occupe un bloc délimité par Lafayette Street, Houston street, Mulberry street et Jersey Street, dans l'arrondissement de Manhattan à New York (États-Unis). Cet exemple d'architecture néo-roman, conçu par Albert et Herman Wagner, a été bâti en 1885 et a connu une extension en 1893. Sur la façade du bâtiment sont représentées deux figurines dorées du personnage de Shakespeare, Puck.
Le bâtiment hébergeait à l'origine la rédaction et l'imprimerie du magazine Puck qui arrêta sa publication en 1918. Il contient désormais des espaces de bureau, ainsi que des salles de bal pour de grands événements. 
Dans les années 1980, le bâtiment devient le siège de Spy Magazine, puis héberge, au début du XXIe siècle, le Manhattan Center of Pratt Institute. Depuis 2004, il sert d'hôte à la Wagner Graduate School of Public Service de l'Université de New York. 

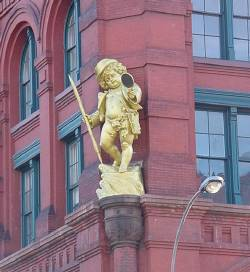
Personnage doré du Puck

La façade du bâtiment apparaît très souvent dans la série américaine Will et Grace car il accueille le bureau où travaille Grace Adler (interprétée par Debra Messing).
L'immeuble appartient à l'entreprise Kushner Properties, la compagnie de Charles Kushner, un donateur éminent du Parti démocrate du New Jersey, dont le fils Jared Kushner n'est autre que le propriétaire du New York Observer.
De 2002 à 2008, il a accueilli le MoCCA Festival en lien avec le Museum of Comic and Cartoon Art.